# لیگ دسته اول فوتبال ارمنستان ۲۰۰۱
فصل ۲۰۰۱ لیگ دسته اول فوتبال ارمنستان در ۱۵ مه آغاز شد و در ۱۰ نوامبر به پایان رسید. باشگاه فوتبال مالاتیا از ایروان قهرمان لیگ شد، و به لیگ برتر فوتبال ارمنستان ۲۰۰۲ صعود کرد.

## نمای کلی
- باشگاه فوتبال مالاتیا و باشگاه فوتبال کاساخ به فوتبال حرفه‌ای بازگشتند.
- باشگاه فوتبال آرماویر تحت عنوان کارمراخایت به فوتبال حرفه‌ای بازگشت.
- باشگاه فوتبال گیومری دوباره نام خود را به باشگاه فوتبال آراگاتس تغییر داد.
- باشگاه فوتبال تازه‌تاسیس پیونیک به لیگ پیوست.

## باشگاه‌های شرکت‌کننده
| باشگاه                           | موقعیت            | ورزشگاه                      | گنجایش |
| -------------------------------- | ----------------- | ---------------------------- | ------ |
| باشگاه فوتبال مالاتیا            | ایروان            |                              |        |
| FIMA Yerevan                     | ایروان            |                              |        |
| باشگاه فوتبال پیونیک             | ایروان            | ورزشگاه پیونیک               | ۷۸۰    |
| باشگاه فوتبال کاساخ              | آشتاراک           | ورزشگاه کاساغی مارزیک        | ۳٬۶۰۰  |
| باشگاه فوتبال دینامو ایروان      | ایروان            |                              |        |
| باشگاه فوتبال آرماویر (ارمنستان) | آرماویر، ارمنستان | ورزشکاه آکادمی فوتبال آرماور | ۴٬۰۰۰  |
| Tavush                           | ایجوان            | ورزشگاه آرنار                | ۲٬۱۰۰  |
| باشگاه فوتبال آراگاتس            | گیومری            | ورزشگاه شهر گیومری           | ۲٬۸۴۴  |

## جدول

### مرحله اول
| رتبه | تیم                              | بازی | برد | مساوی | باخت | گل زده | گل خورده | گل تفاضل | امتیاز | صلاحیت                                                |
| ---- | -------------------------------- | ---- | --- | ----- | ---- | ------ | -------- | -------- | ------ | ----------------------------------------------------- |
| ۱    | باشگاه فوتبال مالاتیا            | ۱۴   | ۱۰  | ۳     | ۱    | ۳۹     | ۱۴       | ۲۵+      | ۳۳     | راه‌یابی به گروه قهرمانی                               |
| ۲    | FIMA Yerevan                     | ۱۴   | ۱۰  | ۲     | ۲    | ۳۸     | ۱۷       | ۲۱+      | ۳۲     | راه‌یابی به گروه قهرمانی                               |
| ۳    | باشگاه فوتبال پیونیک             | ۱۴   | ۹   | ۲     | ۳    | ۴۰     | ۱۲       | ۲۸+      | ۲۹     | راه‌یابی به گروه قهرمانی                               |
| ۴    | باشگاه فوتبال آراگاتس            | ۱۴   | ۹   | ۱     | ۴    | ۲۵     | ۱۸       | ۷+       | ۲۸     | راه‌یابی به گروه قهرمانی                               |
| ۵    | باشگاه فوتبال کاساخ              | ۱۴   | ۶   | ۲     | ۶    | ۳۰     | ۲۵       | ۵+       | ۲۰     | راه‌یابی به گروه زیرین                                 |
| ۶    | باشگاه فوتبال دینامو ایروان      | ۱۴   | ۵   | ۰     | ۹    | ۳۰     | ۳۲       | ۲−       | ۱۵     | راه‌یابی به گروه زیرین                                 |
| ۷    | باشگاه فوتبال آرماویر (ارمنستان) | ۱۴   | ۱   | ۱     | ۱۲   | ۱۰     | ۵۸       | ۴۸−      | ۴      | راه‌یابی به گروه زیرین                                 |
| ۸    | Tavush                           | ۱۴   | ۰   | ۱     | ۱۳   | ۶      | ۴۲       | ۳۶−      | ۱      | راه‌یابی به گروه زیرین                                 |
| ۹    | باشگاه فوتبال آرپا               | ۰    | -   | -     | -    | -      | -        | —        | ۰      | کناره‌گیری پیش از شروع مرحله دوم                       |
| ۱۰   | باشگاه فوتبال دینامو ایروان      | ۰    | -   | -     | -    | -      | -        | —        | ۰      | از آنجایی که تیم اصلی‌اش در عوض شرکت خواهد کرد حذف شد. |

### مرحله دوم
- تیم‌ها نتایج رودرروی مرحله مقدماتی را در هر دو گروه را حفظ کردند.
- تاووش کناره‌گیری پیش از شروع مرحله دوم

#### گروه قهرمانی
| رتبه | تیم                   | بازی | برد | مساوی | باخت | گل زده | گل خورده | گل تفاضل | امتیاز | صعود                                            |
| ---- | --------------------- | ---- | --- | ----- | ---- | ------ | -------- | -------- | ------ | ----------------------------------------------- |
| ۱    | باشگاه فوتبال مالاتیا | ۱۲   | ۸   | ۳     | ۱    | ۲۶     | ۱۲       | ۱۴+      | ۲۷     | قهرمانی، صعود به لیگ برتر فوتبال ارمنستان ۲۰۰۲. |
| ۲    | FIMA Yerevan          | ۱۲   | ۵   | ۲     | ۵    | ۱۵     | ۱۵       | ۰        | ۱۷     |                                                 |
| ۳    | باشگاه فوتبال پیونیک  | ۱۲   | ۳   | ۵     | ۴    | ۱۴     | ۱۵       | ۱−       | ۱۴     |                                                 |
| ۴    | باشگاه فوتبال آراگاتس | ۱۲   | ۲   | ۲     | ۸    | ۸      | ۲۱       | ۱۳−      | ۸      |                                                 |

#### گروه زیرین
| رتبه | تیم                              | بازی | برد | مساوی | باخت | گل زده | گل خورده | گل تفاضل | امتیاز | سقوط                             |
| ---- | -------------------------------- | ---- | --- | ----- | ---- | ------ | -------- | -------- | ------ | -------------------------------- |
| ۵    | باشگاه فوتبال دینامو ایروان      | ۱۰   | ۸   | ۰     | ۲    | ۳۵     | ۱۲       | ۲۳+      | ۲۴     |                                  |
| ۶    | باشگاه فوتبال کاساخ              | ۱۰   | ۸   | ۰     | ۲    | ۳۰     | ۱۷       | ۱۳+      | ۲۴     |                                  |
| ۷    | باشگاه فوتبال آرماویر (ارمنستان) | ۱۰   | ۱   | ۱     | ۸    | ۱۲     | ۳۵       | ۲۳−      | ۴      |                                  |
| ۸    | باشگاه فوتبال تاووش ایجوان       | ۰    | -   | -     | -    | -      | -        | —        | ۰      | کناره‌گیری پیش از شروع مرحله دوم. |

## گلزنان برتر
|   | بازیکن              | تیم         | گل‌ها |
| - | ------------------- | ----------- | ---- |
| ۱ | تیگران غاراباغتسیان | مالتیا      | ۱۶   |
| ۲ | آرامائیس کوستیکیان  | پیونیک-۲    | ۱۶   |
| ۳ | سارگیس اوهانیان     | فیما ایروان | ۱۲   |